# فیروزه میزانی
فیروزه میزانی (زاده ۲۱ آذر ۱۳۲۹ در تهران) شاعر، روزنامه‌نگار، نویسنده و مترجم معاصر اهل ایران است. 

اولین اشعار وی در مجله تماشا (۱۳۵۴) و ماهنامه ادبی رودکی به چاپ رسید است. میزانی دانش‌آموخته رشته مدیریت از تهران و رشته ادبیات تطبیقی دانشگاه یوتا در امریکا است. وی یکی از شاعران مطرح موج ناب که توسط منوچهر آتشی در سال‌های دههٔ ۱۳۵۰ بنیان گذاری شد. از میزانی به عنوان یکی از تأثیرگذارترین و مهمترین شاعران زن در شعر معاصر نام برده می‌شود.

## کتابشناسی
- طراوت اواره در دگردیسی ۱۳۵۷"[۱]
- شعر به دقیقه اکنون ج ۱ ۱۳۶۸
- شعر به دقیقه اکنون ج۲ ۱۳۷۰
- شعر به دقیقه اکنون ج ۳ ۱۳۷۶
- حسودی به سنگ ۱۳۷۴
- شکل دیروزی ام ممکن نیست
- الهیه ۷۳

## نمونه شعر
از کتاب حسودی به سنگ
مرا صدا می‌زنند مرا
عبور درهم نام‌ها
و بادبان‌ها
از باغ‌های گمشده
صندوق‌ها و سردابه‌های سنگین
آیینه‌ها و آیین‌های شکسته
آن جا که نبوده‌ام
و من این جام
مشرفِ ایشان
بی‌رنگ بی حوصله
پیچیده در ترمهٔ ابریشم
رو به بار نخل
و بازتاب تیرهٔ کافور
مرا کشنده‌ای ست که آویز ارتفاع من ست
و دهانش مدامِ هولِ گریه می‌گیرد
مرا که روی شانه‌های ایشان
هی برده می‌شوم
هی باز می‌گردم
عصر می‌شوم
صبح می‌شوم
شام می‌شوم
تا بارانی از نگاه‌ها
که با ارتفاع می‌گیرد
هر بار
که بریزد
اما و تا هرگز
چتر سنگی ام را
کسی نمی‌گشاید